# L'Argentièra
L'Argentièra (en francès L'Argentière-la-Bessée) és un municipi francès situat al departament dels Alts Alps i a la regió de Provença – Alps – Costa Blava.

## Demografia
| 1851                                       | 1962  | 1968  | 1975  | 1982  | 1990  | 1999  | 2006  | 2017  |
| ------------------------------------------ | ----- | ----- | ----- | ----- | ----- | ----- | ----- | ----- |
| 1330                                       | 2.238 | 2.395 | 2.434 | 2.497 | 2.191 | 2.289 | 2.302 | 2.279 |
| Des de 1962: població sense dobles comptes |       |       |       |       |       |       |       |       |

## Administració
| Període             | Identitat             | Partit                                           |
| ------------------- | --------------------- | ------------------------------------------------ |
| 1957-1959           | Auguste Gérard        |                                                  |
| 1959-1986           | Pierre Auguste Giraud |                                                  |
| 1986-1989           | Auguste Toye          |                                                  |
| 1989-juliol de 2017 | Joël Giraud           | PRG puix La República en Marxa (diputat el 2017) |
| 2017-               | Patrick Vigne         |                                                  |